# Kastell Rückingen
Das Kastell Rückingen (auch Kastell Alteburg oder Altenburg) ist ein ehemaliges römisches Kastell bei Rückingen, einem Stadtteil von Erlensee im Main-Kinzig-Kreis. Das Kastell befindet sich an der Wetteraulinie des Obergermanisch-Raetischen Limes, der seit 2005 den Status des UNESCO-Weltkulturerbes besitzt.

## Lage
Kastell Rückingen lag am südöstlichen Ende der Wetterau an der Kinzig. Die ersten Erhebungen auf der gegenüberliegenden Seite des Flüsschens gehören bereits geographisch zum Spessart. Südöstlich schließt sich im Verlauf des Limes das Sumpfgebiet der Bulau, des Doppelbiersumpfs und der Roten Lache an. Der Limes verlässt hier die Wetterau und verläuft bis zum Main durch sumpfiges Gelände. Die Kinzig fließt 200 Meter südlich am Kastell vorbei. Da sie für kleine Schiffe zur Römerzeit befahrbar war, mag dies den Ausschlag für den Bau des Kastells an dieser Stelle gegeben haben. Über den Main und die Kinzig konnten so von hier aus große Teile des Wetterau-Limes versorgt werden, da der Transport auf Schiffen in der Antike gegenüber dem Landtransport wesentlich effektiver war.
Der Limes verläuft 350 Meter östlich annähernd in Nord-Süd-Richtung, das Kastell war mit seinem Haupttor nach ONO auf diesen ausgerichtet. Eine Brücke, deren Pfahlstümpfe aus Eichenholz 1883 gefunden wurden, verlief parallel zum Limes über die Kinzig und führte den zugehörigen Patrouillenweg über den Fluss.

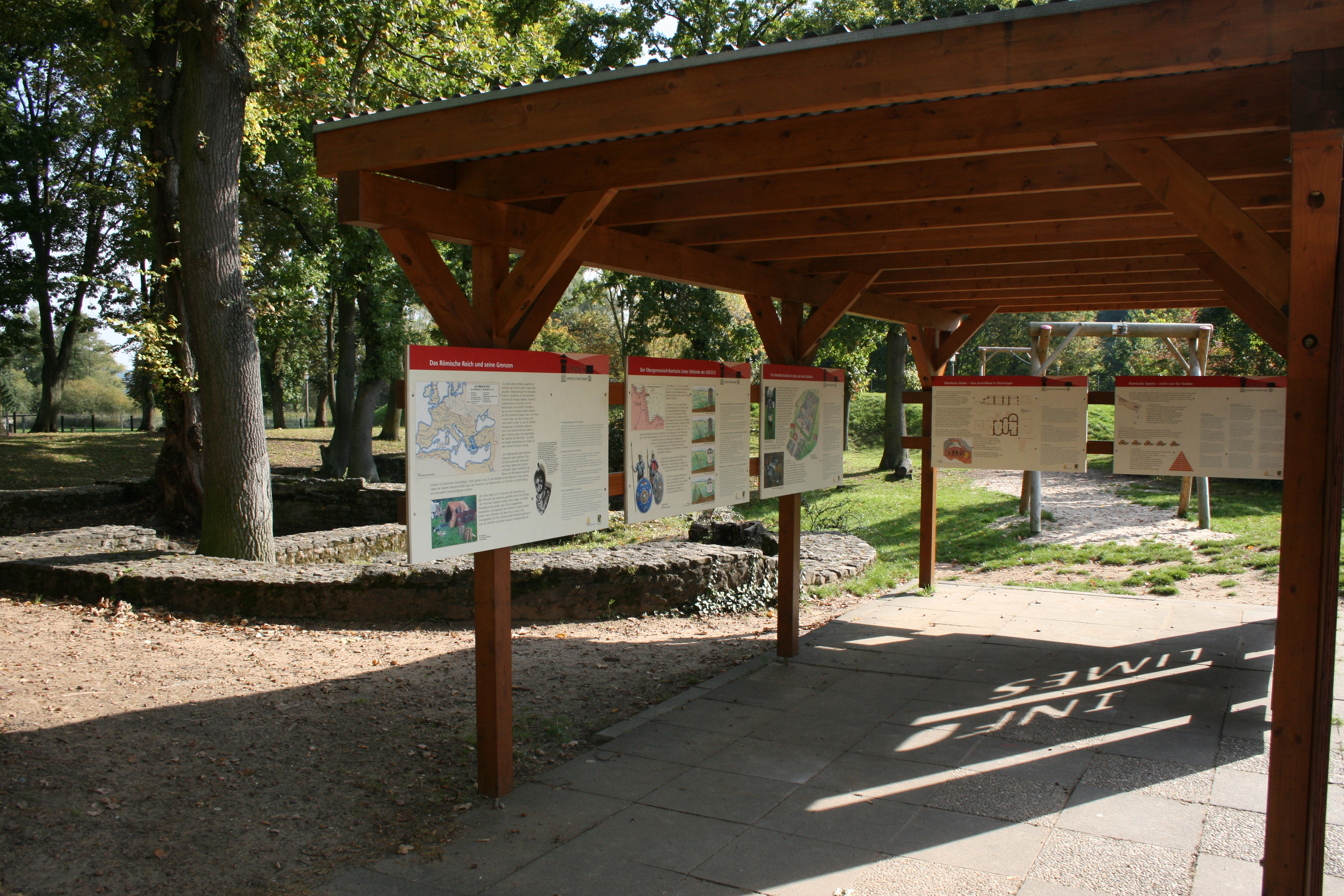
Tafeln im Infopavillon am Kastellbad

Vom Kastell selbst ist heute nichts mehr sichtbar. Lediglich die heutige Leipziger Straße (L 3268) und die Römerstraße vermeiden im Westen den Kastellbereich durch leichte Kurven – ein Hinweis, dass die Kastellmauern noch längere Zeit aufrecht zu sehen waren. Der Streckenabschnitt der ehemaligen Bundesstraße geht damit wohl auf eine römische Straße zurück, die ehemals genau auf das westliche Tor zulief.
An das Kastell erinnert vor allen Dingen das südlich zur Kinzig hin gelegene Kastellbad, von dem die meisten Grundmauern rekonstruiert sind. Es ist heute in einen Kinderspielplatz (Ecke Römerstraße/Am Römerbad) integriert. Auf dem Gelände befinden sich auch Informationstafeln zu der Anlage.

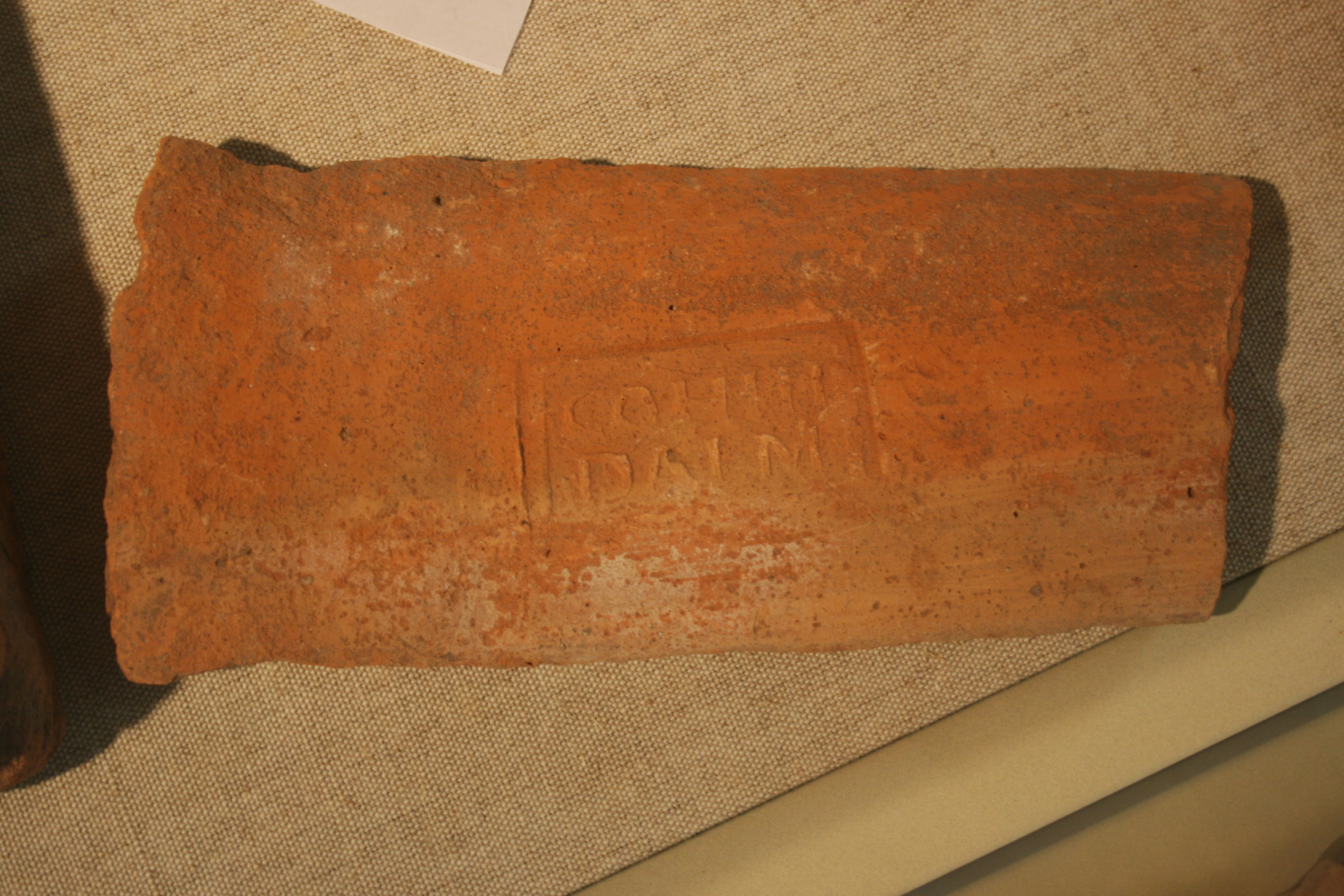
Ziegelstempel der Coh. III Dalmatarum, Ausstellung im Heimatmuseum in der Rückinger Wasserburg

## Geschichte
Das Kohortenkastell wurde in der Zeit zwischen 110 und 125 n. Chr. errichtet und fällt damit in das Ende der Regierungszeit Kaiser Trajans oder die ersten Regierungsjahre Kaiser Hadrians. Das Ende des Kastells Hanau-Salisberg gibt für die Entstehungszeit von Rückingen einen Terminus post quem, da an der südöstlichen Wetteraustrecke zu Beginn des 2. Jahrhunderts eine Vorverlegung des Limes stattgefunden hat, die durch Neufunde zweier römischer Kleinkastelle in Hanau-Mittelbuchen bekannt geworden ist.
Zu dem durch Ausgrabungen nachgewiesenen Steinkastell wurde ein kleinerer, hölzerner Vorgängerbau aufgrund von frühen Keramikfunden vermutet, der aber weiterhin unbelegt ist.
Als Einheit ist in dem Kastell die Cohors III Dalmatarum pia fidelis belegt, eine 500 Mann starke Einheit zu Fuß, die ursprünglich auf dem Balkan in der römischen Provinz Dalmatia aufgestellt wurde. Zwischen 82 und 90 n. Chr. kam sie vom niedergermanischen Heer in die römische Provinz Germania superior und ist hier in schneller Folge an den Garnisonsstandorten Wiesbaden (Aquae Mattiacorum), Rottweil und Oberscheidenthal belegt, bevor sie nach Rückingen kam, wo sie bis zum Fall des Limes um 260 n. Chr. blieb.
Die Zivilbevölkerung siedelte sich in einem Lagerdorf (Vicus) nördlich und westlich des Kastells an.
Kastell und Siedlung sind in den Wirren des 3. Jahrhunderts mit der Aufgabe des Limes geräumt oder zerstört worden. Das mittelalterliche Rückingen (erstmals erwähnt 1173) befand sich weiter östlich und das Areal blieb bis in das 20. Jahrhundert unbesiedelt.

## Erforschung
Erste Untersuchungen des Kastellbades fanden bereits 1802 bis 1804 unter Fürst Carl von Isenburg-Birstein statt, die das Gebäude sogar korrekt als „Römerbad“ deuten ließen. Untersuchungen der Gräberfelder westlich des Kastells erfolgten 1872 durch den Hanauer Geschichtsverein unter Albert Duncker und Reinhard Suchier.
Erst 1883 führten wiederum Grabungen des Hanauer Geschichtsvereins unter Otto Dahm und Georg Wolff zur Auffindung der steinernen Umwehrung. Ergraben wurde von der Innenbebauung nur der aus Stein gemauerte Westflügel des Stabsgebäudes (principia) und das Fahnenheiligtum. Die weiteren Gebäude scheinen vorwiegend in Fachwerkbauweise errichtet worden zu sein, was sich mit den damaligen Grabungsmethoden nur schwer erkennen und dokumentieren ließ. Eine Nachuntersuchung aus Anlass der Bebauung 1969 hat diese Ergebnisse bestätigt.
Dennoch griff die Reichs-Limeskommission (RLK) für das Limeswerk 1913 auf Dahms und Wolffs Ergebnisse zurück.
Zwischen 1951 und 1962 wurde eines der beiden Gräberfelder, die sich beiderseits der Leipziger Straße befanden, mit 325 ausgegrabenen Bestattungen nahezu vollständig untersucht.

## Anlage

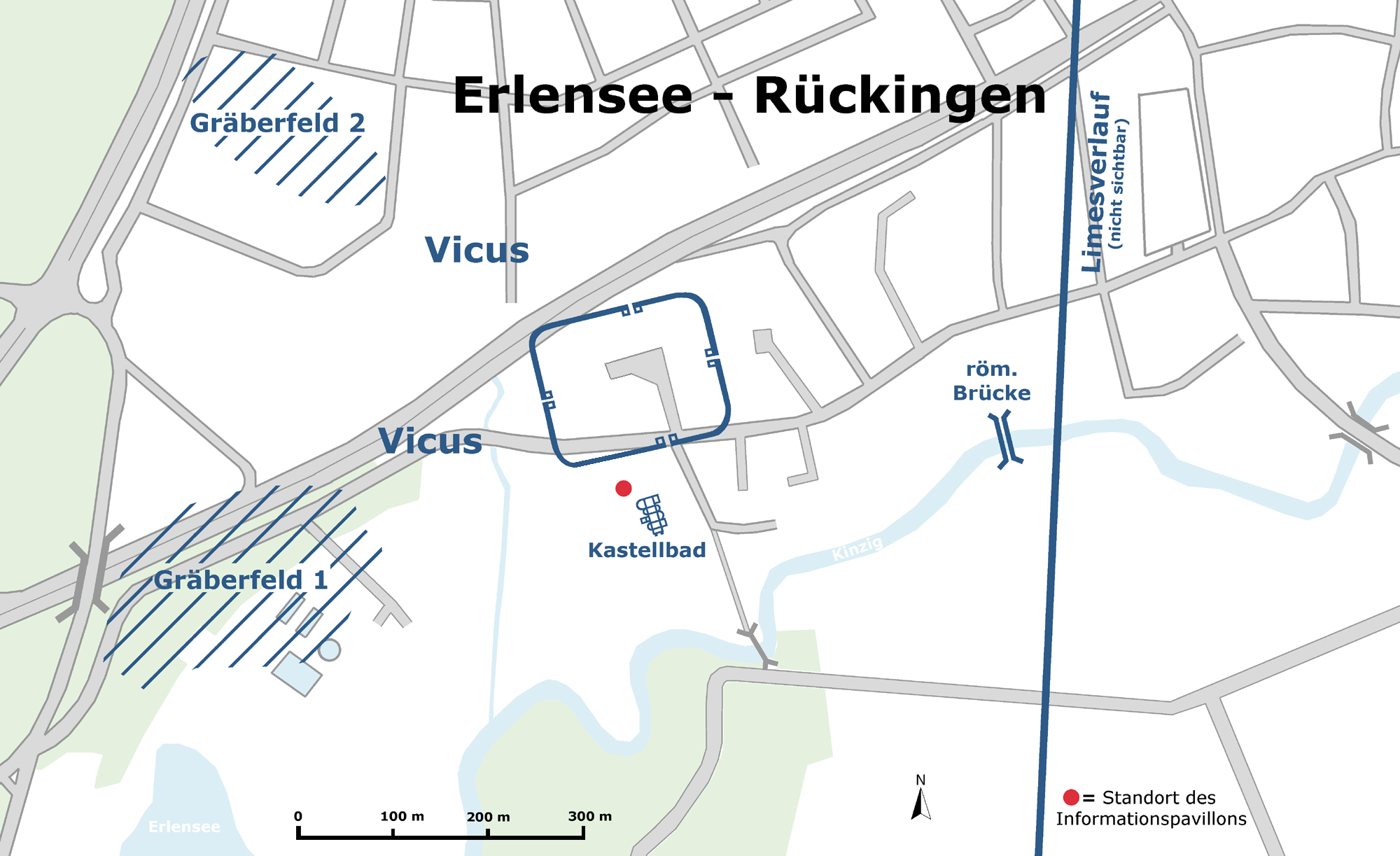
Übersichtsplan des Kastells und der umliegenden Strukturen (blau)

### Kastell
Die rechteckige Wehranlage des Kastells maß an den 1,50 m breiten Außenmauern etwa 140 × 180 Meter, was einer Fläche von 2,5 ha entspricht. Kastell Rückingen nimmt damit im Vergleich zu anderen Kohortenkastellen eine mittelgroße Position ein. Die Mauer war umgeben von zwei umlaufenden, je 7 m breiten Spitzgräben, die mit 1,50 m nur eine verhältnismäßig geringe Tiefe aufwiesen, möglicherweise wegen des hohen Grundwasserspiegels in der Nähe zur Kinzig.
Die Innenbebauung konnte nur in kleinen Teilen festgestellt werden, wahrscheinlich bestand sie in großen Teilen aus Fachwerk. Hier ist vor allen Dingen die principia in der Mitte des Kastells zu nennen, die eine massive Steinbauweise aufwies. Daneben wurde das Fahnenheiligtum bei den Grabungen 1883 freigelegt, das durch seine Rundapsis auffiel. In der Nähe der Tortürme fand Wolff zahlreiche Ziegel, viele davon trugen Stempel der 3. Dalmaterkohorte.

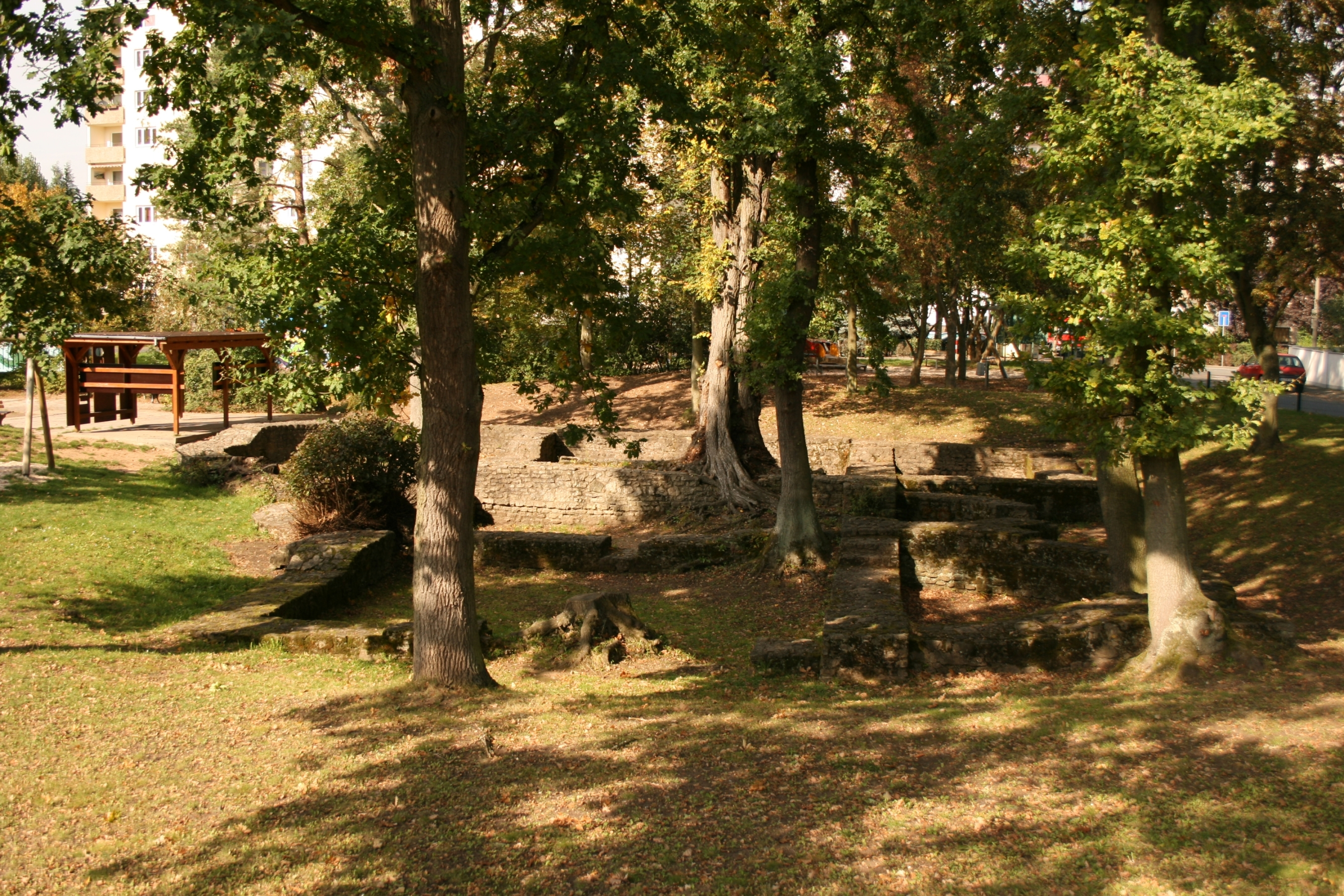
Ansicht des Kastellbades von Süden

### Kastellbad
Heute einzig von der Gesamtanlage sichtbar sind die freigelegten Grundmauern des Kastellbades südlich des Kastells zur Kinzig hin. Es besitzt eine für Kohortenkastelle typische Größe (Länge 33 m) und gehört zum so genannten Reihentyp. Die Räume des Bades sind gemäß ihrer Nutzung in einer Reihe an einer Längsachse aufgereiht. Wasserwannen befanden sich zumeist in den runden Apsiden.
Nicht nachgewiesen werden konnte das Apodyterium, der Auskleideraum. Es bestand wahrscheinlich in einer Holz- oder Fachwerkkonstruktion an der Nordseite der Anlage. Auch sind heute nicht mehr alle Mauern sichtbar, die im 19. Jahrhundert ausgegraben wurden.

### Vicus
Westlich und nördlich der Anlage bildete sich eine Zivilsiedlung, in der meist Handwerker, Gastwirte, aber auch Angehörige der Soldaten lebten. Der Vicus nimmt damit den Bereich entlang der vom Limes entgegengesetzten (westlichen) Hauptausfallstraßen ein, die vermutlich zum Vicus auf dem Hanauer Salisberg bzw. nach Heldenbergen führten.
Im Vicus selbst wird sich die Ziegelei der Kohorte befunden haben, Wolff vermutete sie nordwestlich vom Kastell. In diesem Bereich am Rand der heutigen Hainstraße wurde 1950 am Rande eines römischen Brunnens ein Kultbild des Mithras entdeckt. In der Verfüllung des Brunnens befanden sich weitere Steindenkmäler. Im Kastellvicus dürfte sich also auch ein Heiligtum des Kultes, ein sogenanntes Mithräum, befunden haben.

## Limesverlauf vom Kastell Rückingen zum Kleinkastell Neuwirtshaus
Der Limes passiert das Kastell Rückingen etwa 350 m östlich in annähernd genauem Verlauf von Norden nach Süden. Am Flussübergang wurden die Pfahlstümpfe einer römischen Brücke nachgewiesen. Südlich der Kinzig ist der Limes im Wiesengelände kaum erhalten, im anschließenden Wald in kleineren Abschnitten.
Größere Abschnitte des Limes sind wieder sichtbar südlich des Hanauer Kreuzes parallel zur A 45, besonders südlich des Doppelbiersumpfes, wo der Limes einen der besten Erhaltungszustände an der Wetteraulinie aufweist. Der Sumpf wurde mittels eines Knüppelwegs durchquert, in späterer Zeit verlief davor ein Flechtwerkzaun anstelle der Palisade.
| ORL     | Name/Ort                  | Beschreibung/Zustand |
| ------- | ------------------------- | --- |
| ORL 22  | Kastell Rückingen         | siehe oben |
| Wp 5/9  |                           | Vermutet an einer Sanddüne nahe der Lache. Obwohl der Limes hier streckenweise sehr gut erhalten ist, ist die Turmstelle nicht sichtbar und wurde bereits zu Zeiten der Reichs-Limeskommission nicht aufgefunden. Der Bereich liegt nahe dem Überschwemmungsgebiet der Kinzig und der Lache im Naturschutzgebiet Erlensee. |
| Wp 5/10 |                           | Reste einer Steinturmruine, die beim Bau des Hanauer Kreuzes zerstört wurden. |
| Wp 5/11 |                           | Steinturmfundament nachgewiesen, nur noch Gräben der Ausgrabungen im Gelände erkennbar. Südlich schließt sich der Doppelbiersumpf an. |
| Wp 5/12 | „Am Doppelbiersumpf“      | Erster Wachtposten südlich des Sumpfes, von dem die Holzturmstelle vermutet, die Steinturmstelle 1883 ausgegraben und konserviert wurde. 1984 wurde die Turmstelle erneut durch den Hanauer Geschichtsverein untersucht, da sie von einem Raubgräber in Mitleidenschaft gezogen wurde. Die Reste der Steinturmstelle sowie der dortige Verlauf des Limes am Doppelbiersumpf sind gut sichtbar. Der Limeswall springt um wenige Meter zurück, um in den ehemals dort befindlichen Knüppelweg überzugehen. |
| Wp 5/13 | „Torfhaus“                | Zwei etwa einen Meter hohe und 12,50 bis 13,00 m durchmessende Hügel sind im Gelände schwach sichtbar. Der nördlichere Hügel gehört zu einem ehemaligen Steinturm, der südlichere zu einem älteren Holzturm. Die Hügel sind nur etwa fünf Meter voneinander und rund 30 Meter vom Palisadengraben des Limes entfernt. An beiden Hügeln sind die Spuren der ehemaligen Grabungen sichtbar. Für den quadratischen Steinturm wurde bei den Grabungen des 19. Jahrhunderts ein Fundament mit 5,50 m mal 5,50 m Seitenlänge und etwa einen Meter mächtigen Fundamentmauern festgestellt. Das aufgehende Mauerwerk bestand aus vermörteltem Kalkstein. Der ebenfalls quadratische Holzturm wies eine Seitenlänge von sechs Metern auf. Die üblichen vier Pfostensetzungen konnten nicht nachgewiesen werden. Beide Hügel waren von Drainagegräben umgeben. |
| KK      | Kleinkastell Neuwirtshaus | siehe separaten Artikel Kleinkastell Neuwirtshaus |

## Denkmalschutz und Fundverbleib
Das Kastell Rückingen ist als Teil des Obergermanisch-Raetischen Limes seit 2005 Teil des UNESCO-Welterbes. Außerdem ist es ein Bodendenkmal nach dem Hessischen Denkmalschutzgesetz. Nachforschungen und gezieltes Sammeln von Funden sind genehmigungspflichtig, Zufallsfunde an die Denkmalbehörden zu melden.
Die meisten Funde aus den Grabungen gelangten durch den Hanauer Geschichtsverein in das Museum Schloss Steinheim, darunter das Mithras-Kultbild. Einige Funde, vorwiegend Keramik, sind im örtlichen Heimatmuseum in der Wasserburg ausgestellt.